# Зевксиппа (жена Пандиона)
Зевкси́ппа (жена Пандиона, др.-греч. Ζευξίππη «запрягающая лошадей») — персонаж древнегреческой мифологии, наяда, сестра Праксифеи (жены Эрихтония). Жена Пандиона I, сына своей сестры. Дети от Пандиона I: Прокна, Филомела, близнецы Эрехтей и Бут.
В «Мифах» Гигина упоминается как жена Телеона и мать аргонавта Бута. Её отцом назван речной бог Эридан.